# 테이블 매너 (영화)
《테이블 매너》는 2022년에 개봉한 대한민국의 영화이다.

## 캐스팅
- 권기하 : 병훈 역
- 김영선 : 옥순 역
- 남태부 : 문혁 역
- 김경민 : 지성 역
- 손서윤 : 지현 역
- 김상균 : 직장 상사 역
- 김계형 : 경찰관 1 역
- 김재성 : 경찰관 2 역
- 변창열 : 지성 친구 역
- 김병준 : 분식집 주인 역
- 백승훈 : 구급대원 1 역
- 최정렬 : 구급대원 2 역